# اشغال بحرین (۱۷۱۷)
اشغال ۱۷۱۷ بحرین در سال ۱۷۱۷ به دست سلطان‌نشین عمان رخ داد و به حاکمیت ۱۱۵ ساله صفویان بر این جزیره پایان داد. پس از حمله افغان‌ها در سال ۱۱۳۶ هجری و ضعیف شدن صفویان، نیروهای عمانی توانستند حکومت صفویان بر بحرین را تضعیف و در پایان آن را اشغال کنند.
گرچه عمانی‌ها پس از مدتی از اشغال جزیره دست کشیدند، اما این کار باعث بازگشتن صلح به جزیره نشد؛ چرا که تضعیف سیاسی صفویان منجر به حمله هوله‌ها به جزیره شد که از نظر همه بحرینی‌ها جزیره را «تخریب» کردند.
از سال ۱۷۸۳ تا به امروز بحرین به دست دودمانی از شیخ‌ها به نام آل‌خلیفه اداره می‌شود.